# Bolinichthys longipes
Espèce
Bolinichthys longipes est une espèce des poissons téléostéens.